# Vestiges of the Natural History of Creation
Vestiges of the Natural History of Creation est un livre publié anonymement en Angleterre en 1844. Il propose une théorie naturelle de l'évolution biologique et cosmique, reliant ensemble de nombreuses spéculations théoriques scientifiques de l'époque, et créant une controverse politique considérable dans la société victorienne d'alors, par son radicalisme et ses idées non orthodoxes.
Après des décennies de spéculation, la 12e édition, publiée en 1884, révèle finalement le vrai nom de l'auteur qui s'avère être Robert Chambers, un écrivain et éditeur écossais, décédé en 1871.

## Explanations: une suite
En 1845, une suite est publiée sous le titre Explanations: A Sequel to the Vestiges of the Natural History of Creation, avec la 4e édition de Vestiges, pour adresser des critiques à l'ouvrage original. Une seconde édition de cette suite est publiée un an plus tard, en 1846. Tout comme Vestiges, Explanations est aussi publiée anonymement sous la référence "By the author of that work".

## Éditions deVestigesetExplanations

### Vestiges
- 1844 (oct.) : Vestiges of the Natural History of Creation, 1st edition
- 1844 (déc.) : Vestiges of the Natural History of Creation, 2nd edition
- 1845 (fév.) : Vestiges of the Natural History of Creation, 3rd edition
- 1845 (mai.) : Vestiges of the Natural History of Creation, 4th edition
- 1846 (jan.) : Vestiges of the Natural History of Creation, 5th edition
- 1847 (mar.) : Vestiges of the Natural History of Creation, 6th edition
- 1847 (mai.) : Vestiges of the Natural History of Creation, 7th edition
- 1850 : Vestiges of the Natural History of Creation, 8th edition
- 1851 : Vestiges of the Natural History of Creation, 9th edition
- 1853 : Vestiges of the Natural History of Creation, 10th edition
- 1860 : Vestiges of the Natural History of Creation, 11th edition
- 1884 : Vestiges of the Natural History of Creation, 12th edition (Posthumous)

### Explanations
- 1845 (déc.) : Explanations, A Sequel, 1st edition
- 1846 (jui.) : Explanations, A Sequel, 2nd edition